# Einar Bache
Einar Christian Bache (født 23. september 1897 på Frederiksberg, død 24. juni 1976 i Gentofte) var en dansk tennisspiller fra KB.
Bache deltog i 1924 i OL i Paris, hvor han blev slået ud i anden runde i herresingle af James Bayley fra Australien efter sejren i første runde over Maríano Lozano fra Mexico. I herredouble, hvor han spillede med Bjørn Thalbitzer, blev det til nederlag i første runde mod japanerne Takeichi Harada og Sunao Okamoto.
Han vandt 1925 det danske mesterskab i mixed double med Germaine Golding fra  Frankrig.
Einar Bache forældre var Ludvig Frederik Bache og Ingeborg Rich.  